# Liste der Museen in Mecklenburg-Vorpommern

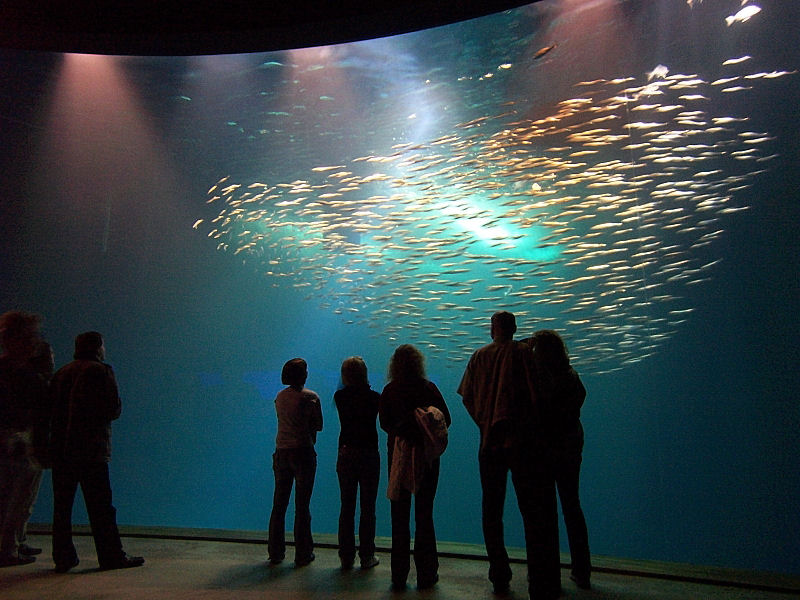
Ozeaneum Stralsund

Die Liste der Museen in Mecklenburg-Vorpommern führt Museen, ständige Ausstellungen sowie Kunsthallen in Mecklenburg-Vorpommern auf. Nicht berücksichtigt sind verkaufsorientierte Galerien und Ausstellungsorte, die ausschließlich Wechselausstellungen ausrichten. Die meisten Institutionen sind Mitglied im Museumsverband in Mecklenburg-Vorpommern, dem über 150 Einrichtungen angehören. Der Vorstand des Museumsverbandes hat einen Kriterienkatalog als Grundlage einer Museumszertifizierung vorgeschlagen.

## Übersicht
Die wichtigsten Museumstypen sind Kunst-, Kunstgewerbe-, Naturkunde-, Technik-, Verkehrs-, Landwirtschafts-, Geschichts- und Archäologie- sowie Stadt- und Heimatmuseen. Manche heimatkundlichen Museen widmen sich Einzelaspekten der Volkskunde und Alltagskultur, etwa als Schul- oder Krippenmuseum. Museen, die das Leben und Werk einzelner Personen behandeln, sind meist Kunst- oder Literaturmuseen. Besonderheiten Mecklenburg-Vorpommerns sind die Museumshäfen und die Fischereimuseen. Auf geologische und naturkundliche Eigenheiten des Landes gehen unter anderem die Bernstein- und Kreidemuseen ein. Zu den Freilichtmuseen gehören neben den Museumshäfen die Heimat- und Agrarmuseen sowie archäologische Ausgrabungsstätten slawischer Siedlungen. Zwischen den Museumstypen gibt es vielfache Überschneidungen, so sind fast alle Stadt- und Heimatmuseen auch historische Museen, die Landwirtschaftsmuseen in der Regel auch Heimatmuseen.
Die Zahl herausragender Museen ist in Mecklenburg-Vorpommern im Vergleich zu anderen Bundesländern relativ klein. Für den Tourismus in Mecklenburg-Vorpommern spielen sie gegenüber der Natur des Landes und der Backsteingotik eine untergeordnete Rolle. Einige der populärsten Museen nehmen auf die Natur Bezug. Ein Publikumsmagnet ist vor allem das Deutsche Meeresmuseum in Stralsund, das im Jahr 2008 über eine Million Besucher zählte, nachdem es 2007 noch 410.000 waren. Diese Steigerung geht auf die Eröffnung des Ozeaneums 2008 zurück. Insgesamt wurden die Besucherzahlen in den Museen Mecklenburg-Vorpommerns 2008 auf etwa drei Millionen geschätzt. Die im Staatlichen Museum Schwerin zusammengeschlossenen Kunstsammlungen, Schlösser und Gärten in Schwerin, Ludwigslust und Güstrow verzeichneten rund 280.000 Besucher, das waren rund zwölf Prozent weniger Gäste als 2007. Zu den meistbesuchten Museen zählten darüber hinaus das Historisch-technische Informationszentrum Peenemünde mit rund 220.000 sowie das erst 2007 neu eröffnete Müritzeum mit 215.000 Besuchern.
In das Blaubuch der Bundesregierung wurden die Mecklenburgische Kunstsammlungen, Schlösser und Gärten, mit dem Schweriner Schloss, dem Schloss Güstrow und dem Schloss Ludwigslust sowie das Deutsche Meeresmuseum in Stralsund als „kulturelle Leuchttürme Deutschlands“ aufgenommen. Das Ernst-Barlach-Museum in Güstrow, das Otto-Lilienthal-Museum in Anklam, das Gerhart-Hauptmann-Museum in Kloster (Hiddensee), das Heinrich-Schliemann-Museum in Ankershagen sowie das Hans-Fallada-Haus in Carwitz wurden als „kulturelle Gedächtnisorte von besonderer nationaler Bedeutung“ eingestuft. Das Staatliche Museum Schwerin und das Deutsche Meeresmuseum sind Mitglieder der Konferenz Nationaler Kultureinrichtungen. Bedeutend sind auch die Museen in Trägerschaft des Landes Mecklenburg-Vorpommern, insbesondere das Archäologische Freilichtmuseum Groß Raden sowie das Pommersche Landesmuseum in Greifswald.
Träger der Museen sind das Land Mecklenburg-Vorpommern (etwa über das Landesamt für Kultur und Denkmalpflege), die Gemeinden, Landkreise, die Universitäten, Stiftungen, oder Museumsvereine, vereinzelt auch Privatpersonen. Stiftungen und Vereine sind nicht zwangsläufig privat, häufig sind daran auch das Land, die Gemeinden oder der Bund beteiligt. Eine Gründungswelle zumeist kleinerer Heimatmuseen erlebte das Land in den 1990er Jahren nach der politischen Wende von 1989.

## Liste der Museen
In alphabetischer Reihenfolge der Orte
| Ort                       | Kreis (Legende) | Name                                                                                    | Museumstyp; Sammlungsschwerpunkt | Eröffnet                      | Träger | Bild                            |
| ------------------------- | --------------- | --------------------------------------------------------------------------------------- | --- | ----------------------------- | --- | ------------------------------- |
| Ahlbeck (Seebad)          | VG              | Heimatstube Ahlbeck (im Rathaus/Warmbad)                                                | Heimatmuseum | 1989                          | |                                 |
| Ahlbeck                   | VG              | Eisenbahnmuseum im Bahnhof                                                              | Eisenbahnmuseum |                               | |                                 |
| Ahrenshoop                | VR              | Kunstmuseum Ahrenshoop                                                                  | Kunstmuseum | 2013                          | Kunstmuseum Ahrenshoop e. V. |                                 |
| Ahrenshoop                | VR              | Kunstkaten                                                                              | Galerie, Ausstellungshaus | 1909                          | Ostseebad Ahrenshoop |                                 |
| Ahrenshoop                | VR              | Künstlerhaus Lukas                                                                      | Stipendiaten des Künstlerhauses |                               | Land Mecklenburg-Vorpommern, Landkreis Vorpommern-Rügen sowie private Förderer; künstlerische Leitung durch den Verein „Künstlerhaus Ahrenshoop“ |                                 |
| Alt Damerow               | LUP             | Agrar- und Freilichtmuseum Pingelhof                                                    | Heimatmuseum, Landwirtschaftsmuseum | 1989                          | Gemeinde Domsühl |                                 |
| Alt Jabel                 | LUP             | Heimat- und Kirchenmuseum im alten Pfarrstall („Dat lütt Museum“)                       | Heimatmuseum, Kirchenmuseum | 1999                          | |                                 |
| Altkalen                  | LRO             | Mühlenhof                                                                               | Technisches Museum: Mühlenmuseum |                               | Verein |                                 |
| Alt Kaliß                 | LUP             | Regionalmuseum des Amtes Dömitz-Malliß                                                  | Technik-/Naturkundemuseum; Geschichte der Papierfabrik Neu Kaliß, Geologie und Bergbau sowie Landschaftsschutzgebiet Wanzeberg                                                                                     |                               | |                                 |
| Alt Schwerin              | MSE             | Agroneum – Agrarhistorisches Museum                                                     | Landwirtschaftsmuseum; Freilichtmuseum | 1963                          | Landkreis Mecklenburgische Seenplatte |                                 |
| Ankershagen               | MSE             | Heinrich-Schliemann-Museum                                                              | Historisches Museum: Leben und Werk des Troja-Entdeckers Heinrich Schliemann | 1980                          | Landkreis Mecklenburgische Seenplatte |                                 |
| Anklam                    | VG              | Museum im Steintor                                                                      | Stadtmuseum; Heimatmuseum | 1927                          | Stadt Anklam |                                 |
| Anklam                    | VG              | Otto-Lilienthal-Museum                                                                  | Technikmuseum: Leben und Werk Otto Lilienthals; Nachbauten aller bekannten Lilienthalschen Flugapparate | 1991                          | Stadt Anklam |                                 |
| Baabe                     | VR              | Mönchguter Küstenfischermuseum                                                          | Heimatmuseum, Fischereimuseum; Standort der Mönchguter Museen |                               | |                                 |
| Bad Doberan               | LRO             | Bäderbahn Molli                                                                         | Museumsbahn zwischen Bad Doberan, Heiligendamm und Kühlungsborn; 1886 als Bäderbahn; seit 1976 auf der Bezirksdenkmalliste des Bezirks Rostock                                                                     | 1976                          | Betreibergesellschaft bestehend aus dem Landkreis Rostock sowie den Städten Kühlungsborn und Bad Doberan (seit 1995)                             |                                 |
| Bad Doberan               | LRO             | Ehm Welk-Haus                                                                           | Literaturmuseum: Leben und Werk des Schriftstellers Ehm Welk | 1979                          | |                                 |
| Bad Doberan               | LRO             | Stadt- und Bädermuseum Möckelhaus                                                       | Stadtmuseum; Lokalgeschichte von Doberan-Heiligendamm als dem ersten deutschen Seebad, Ur- und Frühgeschichte, Geschichte des Zisterzienserklosters Doberan                                                        | 1981                          | Stadt Bad Doberan |                                 |
| Bad Sülze                 | VR              | Salzmuseum                                                                              | Technik-/Naturkundemuseum: Salinen- und Kurgeschichte, Salz- und Kurgeschichte zu Sülze, Sülzer Handwerk, Flora und Fauna im Recknitztal                                                                           | 1953                          | |                                 |
| Bansin                    | VG              | Museum Rolf Werner                                                                      | Kunstmuseum: Leben und Werk des Malers Rolf Werner | 1990                          | privat |                                 |
| Bansin                    | VG              | Hans-Werner-Richter-Haus                                                                | Literaturmuseum: Leben und Werk Hans Werner Richters | 2000                          | |                                 |
| Barth                     | VR              | Vineta-Museum                                                                           | Stadtmuseum: Vineta-Legende | 1997                          | Stadt Barth |                                 |
| Barth                     | VR              | Niederdeutsches Bibelzentrum St. Jürgen                                                 | Literaturmuseum, Bibelmuseum mit der Barther Bibel |                               | |                                 |
| Barth                     | VR              | Technikmuseum Zuckerfabrik                                                              | Technikmuseum: unter den Exponaten das ehemalige Fährschiff Wittow; auf dem Gelände einer 1937 gebauten ehemaligen Zuckerfabrik                                                                                    | 2005                          | privat |                                 |
| Barth                     | VR              | Windjammer-Museum                                                                       | Schifffahrtsmuseum mit umfangreicher Sammlung von Kapitänsbildern und Schiffs-Dioramen | 2017                          | Verein |                                 |
| Benzin                    | LUP             | Ziegelei Benzin                                                                         | Technisches Denkmal (Ringofenziegelei) | 1995                          | privat |                                 |
| Bergen auf Rügen          | VR              | Stadtmuseum Bergen                                                                      | Stadtmuseum |                               | Stadt Bergen |                                 |
| Binz                      | VR              | Museum Ostseebad Binz                                                                   | Heimatmuseum |                               | Verein |                                 |
| Boizenburg/Elbe           | LUP             | Erstes Deutsches Fliesenmuseum Boizenburg                                               | Technik-/Kunstgewerbemuseum; Fliesen im Stil des Historismus, des Jugendstils und des Art déco | 1998                          | Verein |                                 |
| Boizenburg/Elbe           | LUP             | Heimatmuseum Boizenburg                                                                 | Heimatmuseum | 1935                          | |                                 |
| Boizenburg/Elbe           | LUP             | Museum am Elbberg                                                                       | Außenlager Boizenburg des KZ Neuengamme sowie Transitvorkontrollposten der ehemaligen innerdeutschen Grenze |                               | |                                 |
| Born a. Darß              | VR              | Forst- und Jagdmuseum Ferdinand von Raesfeld                                            | Naturkundemuseum: Forstmuseum, Jagdmuseum | 1996                          | |                                 |
| Brüel                     | LUP             | Heimatstube Brüel                                                                       | Heimatmuseum | 1996                          | |                                 |
| Buchholz bei Dobin am See | LUP             | Dorfmuseum Rubow                                                                        | Heimatmuseum | 1992                          | |                                 |
| Burg Stargard             | MSE             | Heimatmuseum Stadt Burg Stargard (im Alten Marstall auf der Burg)                       | Heimatmuseum |                               | Stadt Burg Stargard |                                 |
| Burg Stargard             | MSE             | Marie-Hager-Haus                                                                        | Kunstmuseum mit Galerie für Marie Hager und andere regionale Künstler |                               | Verein |                                 |
| Bützow                    | LRO             | Heimatmuseum Bützow                                                                     | Stadtgeschichtliches Museum im Krummen Haus | 1929                          | Stadt Bützow |                                 |
| Börgerende-Rethwisch      | LRO             | Heimatstube Börgerende                                                                  | Heimatmuseum | 1981                          | |                                 |
| Carwitz                   | MSE             | Hans-Fallada-Haus                                                                       | Literaturmuseum: Leben und Werk Hans Falladas | 1977                          | Verein |                                 |
| Dabel                     | LUP             | Heimatstube und DDR-Museum                                                              | Heimatmuseum | 1998                          | |                                 |
| Dargen                    | VG              | Museum für Zweiräder und Motorentechnik der ehemaligen DDR                              | Technikmuseum, Verkehrsmuseum; Zweiräder der DDR |                               | privat |                                 |
| Dargun                    | MSE             | Heimatmuseum Dargun: Uns lütt Museum                                                    | Heimatmuseum; seit 1996 im Kloster Dargun | 1993                          | Verein |                                 |
| Darßer Ort                | VR              | Natureum im Leuchtturm Darßer Ort                                                       | Naturkundemuseum | 1991                          | Außenstelle des Meeresmuseums Stralsund |                                 |
| Dömitz                    | LUP             | Museum Festung Dömitz                                                                   | Heimatmuseum | 1953                          | Stadt Dömitz |                                 |
| Dorf Mecklenburg          | NWM             | Kreisagrarmuseum                                                                        | Landwirtschaftsmuseum | 1978                          | Landkreis Nordwestmecklenburg |                                 |
| Ducherow                  | VG              | Motorradmuseum                                                                          | Technikmuseum, Verkehrsmuseum | 1996                          | Verein |                                 |
| Dranske                   | VR              | Marinehistorisches Museum Bug                                                           | Marinemuseum, Heimatmuseum |                               | |                                 |
| Ducherow                  | VG              | Motorradmuseum                                                                          | Technisches Museum | 1997                          | Verein |                                 |
| Eggesin                   | VG              | Heimatstube Eggesin                                                                     | Heimatmuseum | 1991                          | |                                 |
| Eggesin                   | VG              | Militärhistorisches und technisches Museum Eggesin                                      | Militärmuseum/Technikmuseum | 1998                          | Verein |                                 |
| Feldberg                  | MSE             | Heimatstube Feldberger Seenlandschaft                                                   | Heimatmuseum | 1973                          | |                                 |
| Ferdinandshof             | VG              | Heimatstube                                                                             | Heimatmuseum | 1995                          | |                                 |
| Ferdinandshof             | VG              | Schützenmuseum Blumenthal                                                               | Schützenmuseum | 2004                          | Der Schützenverein Greif e. V. Blumenthal |                                 |
| Franzburg                 | VR              | Schmiterlöwsche Sammlung                                                                | Heimatmuseum | 1924                          | |                                 |
| Freest                    | VG              | Heimatstube                                                                             | Heimatmuseum: Leben und Arbeiten der Fischer, Geschichte des Knüpfens der Freester Fischerteppiche |                               | |                                 |
| Friedland                 | MSE             | Heimatmuseum                                                                            | Stadtmuseum; Heimatmuseum; Mecklenburg-Pommersche Schmalspurbahn |                               | Stadt Friedland | Museum Friedland                |
| Gadebusch                 | NWM             | Heimatmuseum Gadebusch                                                                  | Heimatmuseum im Wirtschaftshof des Schlosses; Außenstelle im Rauchhaus im Ortsteil Möllin | 1957                          | | Museum Friedland                |
| Garz                      | VR              | Ernst-Moritz-Arndt-Museum                                                               | Literaturmuseum: Leben und Werk Ernst Moritz Arndts | 1929                          | Stadt Garz |                                 |
| Gelbensande               | LRO             | Jagdschloss Gelbensande                                                                 | Entwicklungsgeschichte des Jagdschlosses |                               | |                                 |
| Gielow                    | MSE             | Uns Heimatstuf                                                                          | Heimatmuseum |                               | Verein |                                 |
| Gingst                    | VR              | Historische Handwerkerstuben Museum Gingst                                              | Heimatmuseum |                               | |                                 |
| Glaisin                   | LUP             | Johannes-Gillhoff-Stuv                                                                  | Literaturmuseum: Leben und Werk Johannes Gillhoffs | 1993                          | Verein |                                 |
| Glashütte                 | VG              | Heimatstube                                                                             | Heimatmuseum | 1988                          | |                                 |
| Gnevsdorf                 | LUP             | Lehmmuseum                                                                              | Naturkundemuseum: Lehm | 1999                          | |                                 |
| Goldberg                  | LUP             | Naturmuseum Goldberg mit Bauerngarten                                                   | Heimatmuseum, Naturkundemuseum | 1927                          | Stadt Goldberg, nach Sanierung mit neuem Ausstellungskonzept 2020 neu eröffnet                                                                   |                                 |
| Gnoien                    | LRO             | Heimatstube                                                                             | Heimatmuseum | 1995                          | Heimatverein Gnoien e. V. |                                 |
| Göldenitz                 | LRO             | Landschulmuseum                                                                         | Schulmuseum | 1976                          | Verein; Landkreis Rostock |                                 |
| Graal-Müritz              | LRO             | Heimatstube                                                                             | Heimatmuseum | 1971                          | |                                 |
| Grabow                    | LUP             | Heimatmuseum Grabow                                                                     | Heimatmuseum | 1934                          | |                                 |
| Greifswald                | VG              | Pommersches Landesmuseum                                                                | Landeskundliches Museum: Geschichte Pommerns, Werk Caspar David Friedrichs | 1996 (Stadtmuseum 1929)       | Stiftung |                                 |
| Greifswald                | VG              | Caspar-David-Friedrich-Zentrum                                                          | Kunstmuseum: Leben und Werk Caspar David Friedrichs | 2004                          | Verein |                                 |
| Greifswald                | VG              | Museumshafen                                                                            | Museumshafen |                               | Verein |                                 |
| Greifswald                | VG              | Geologische Landessammlung der Universität Greifswald                                   | Naturkundemuseum | 1908                          | Universität Greifswald |                                 |
| Greifswald                | VG              | Wolfgang-Koeppen-Haus                                                                   | Literaturmuseum: Leben und Werk Wolfgang Koeppens |                               | |                                 |
| Greifswald                | VG              | Zoologisches Museum der Universität Greifswald                                          | Naturkundemuseum |                               | Universität Greifswald |                                 |
| Greifswald                | VG              | Botanische Museum Greifswald der Universität Greifswald                                 | Naturkundemuseum |                               | Universität Greifswald |                                 |
| Grevesmühlen              | NWM             | Städtisches Museum                                                                      | Heimatmuseum |                               | |                                 |
| Grimmen                   | VR              | Heimatmuseum Grimmen                                                                    | Heimatmuseum | 1987                          | |                                 |
| Grimmen                   | VR              | Burgmuseum                                                                              | |                               | |                                 |
| Grimmen                   | VR              | Traktorenmuseum                                                                         | Technikmuseum, Verkehrsmuseum |                               | |                                 |
| Groß Mohrdorf             | VR              | Kranich-Informationszentrum                                                             | Naturkundemuseum: Kraniche | 1996                          | |                                 |
| Groß Nemerow              | MSE             | Heimatstube                                                                             | Heimatmuseum | 1980                          | |                                 |
| Groß Raden                | LUP             | Archäologisches Freilichtmuseum Groß Raden                                              | Archäologisches Freilichtmuseum am Fundort einer slawischen Siedlung (Ausgrabungen 1973 bis 1980) | 1980                          | Landesamt für Kultur und Denkmalpflege (Land Mecklenburg-Vorpommern)                                                                             |                                 |
| Groß Raden                | LUP             | Oldtimermuseum                                                                          | Technisches Museum | 1999                          | |                                 |
| Groß Zicker               | VR              | Pfarrwitwenhaus                                                                         | Heimatmuseum; Standort der Mönchguter Museen |                               | |                                 |
| Güstrow                   | LRO             | Ernst-Barlach-Museen                                                                    | Kunstmuseum: Leben und Werk Ernst Barlachs; vier Standorte | 1977                          | Stiftung |                                 |
| Güstrow                   | LRO             | Stadtmuseum                                                                             | Stadtmuseum, regionale Kunst- und Kulturgeschichte |                               | Stadt Güstrow |                                 |
| Güstrow                   | LRO             | Städtische Galerie Wollhalle                                                            | Kunstmuseum: Wechselausstellungen | 1999                          | Stadt Güstrow |                                 |
| Güstrow                   | LRO             | Norddeutsches Krippenmuseum                                                             | Volkskundemuseum: Krippenmuseum in der Heilig-Geist-Kirche | 2005                          | Stiftung |                                 |
| Güstrow                   | LRO             | Schlossmuseum Güstrow                                                                   | Kunstmuseum, Waffensammlung; Standort des Staatlichen Museums Schwerin | 1972                          | Außenstelle des Staatlichen Museums Schwerin |                                 |
| Güstrow                   | LRO             | Malmström-Museum                                                                        | Zirkusmuseum: Sammlung der Artistenfamilie Malmström |                               | |                                 |
| Gützkow                   | VG              | Heimatmuseum im Ratskeller                                                              | Heimatmuseum | 2003                          | Stadt Gützkow |                                 |
| Hagenow                   | LUP             | Alte Synagoge Hagenow                                                                   | Heimatmuseum | 1974                          | Stadt Hagenow |                                 |
| Heringsdorf               | VG              | Villa Irmgard                                                                           | Heimatmuseum und Literaturmuseum, Gedenkstätte für den russischen Schriftsteller Maxim Gorki | 1948                          | Gemeinde Heringsdorf |                                 |
| Heringsdorf               | VG              | Muschelmuseum Heringsdorf an der Seebrücke                                              | Naturkundemuseum, Muschelmuseum | 1990                          | Privat |                                 |
| Heringsdorf               | VG              | Kunstpavillon                                                                           | Kunsthalle; wechselnde Ausstellungen | 1969                          | |                                 |
| Heringsdorf               | VG              | Muschelmuseum                                                                           | Naturkundemuseum: Muscheln | 1990                          | privat |                                 |
| Hessenburg                | VR              | Kranich Museum                                                                          | Museum für zeitgenössische Kunst: Kranich | 2011                          | privat |                                 |
| Hohenzieritz              | MSE             | Louisen-Gedenkstätte Schloss Hohenzieritz                                               | Heimatmuseum | 2000                          | Verein |                                 |
| Karlshagen                | VG              | Naturschutzzentrum Insel Usedom                                                         | Naturkundemuseum: Naturpark Insel Usedom |                               | |                                 |
| Karlshagen                | VG              | Pommersches Bettenmuseum                                                                | Volkskundemuseum |                               | |                                 |
| Katzow                    | VG              | Skulpturenpark                                                                          | Kunstmuseum: Skulpturenpark |                               | Verein |                                 |
| Kirchdorf (Poel)          | NWM             | Inselmuseum                                                                             | Heimatmuseum | 1957                          | |                                 |
| Klein Upahl               | LRO             | Landtechnisches Museum                                                                  | Technikmuseum, Landwirtschaftsmuseum | 1991                          | Verein |                                 |
| Kloster                   | VR              | Gerhart-Hauptmann-Museum                                                                | Literaturmuseum: Leben und Werk Gerhart Hauptmanns | 1956                          | |                                 |
| Kloster                   | VR              | Heimatmuseum der Insel Hiddensee                                                        | Heimatmuseum |                               | |                                 |
| Klütz                     | NWM             | Literaturhaus Uwe Johnson                                                               | Literaturmuseum: Leben und Werk Uwe Johnsons | 2006                          | |                                 |
| Kobrow                    | LUP             | Mecklenburgisches Kutschenmuseum                                                        | Verkehrsmuseum | 14. Juni 2006                 | Mecklenburgisches Kutschenmuseum Kobrow gGmbH |                                 |
| Koserow                   | VG              | Atelier Otto Niemeyer-Holstein                                                          | Kunstmuseum: Leben und Werk Otto Niemeyer-Holsteins |                               | Landkreis Vorpommern-Greifswald |                                 |
| Krakow am See             | LRO             | Erstes Buchdruckmuseum Mecklenburg-Vorpommern                                           | Technikmuseum: historische Schauwerkstatt | 1998                          | |                                 |
| Kröpelin                  | LRO             | Stadtmuseum                                                                             | Stadtmuseum |                               | Stadt Kröpelin | Kröpelin, Gebäude Hauptstraße 5 |
| Kröpelin                  | LRO             | Ostrockmuseum Kröpelin                                                                  | Erlebnismuseum zur Geschichte des Ostrock | 2015                          | Stadt Kröpelin | Kröpelin, Gebäude Hauptstraße 5 |
| Kuchelmiß                 | LRO             | Wassermühle Kuchelmiß                                                                   | Technikmuseum: Mühlenmuseum | 1980                          | |                                 |
| Kühlungsborn              | LRO             | Molli-Museum im Bahnhof Kühlungsborn-West                                               | Eisenbahnmuseum | 1995                          | GmbH |                                 |
| Kühlungsborn              | LRO             | Museum Atelierhaus Rösler-Kröhnke                                                       | Kunstmuseum: Werke der Künstlerfamilie Rösler | 2004                          | |                                 |
| Kussow                    | NWM             | Steinzeitdorf Kussow                                                                    | Archäologisches Freilichtmuseum: Trichterbecherkultur | 1998                          | |                                 |
| Lärz                      | MSE             | Luftfahrt Museum Lärz                                                                   | Luftfahrtmuseum |                               | privat |                                 |
| Lancken-Granitz           | VR              | Jagdschloss Granitz                                                                     | Jagdmuseum, Kulturmuseum |                               | |                                 |
| Lassan                    | VG              | Museum Lassaner Mühle in der Wassermühle Lassan                                         | Heimatmuseum |                               | Verein |                                 |
| Linstow                   | LRO             | Wolhynier Museum                                                                        | Historisches Museum: Wolhyniendeutsche Umsiedler |                               | |                                 |
| Leopoldshagen             | VG              | Heimatstube                                                                             | Heimatmuseum | 1998                          | |                                 |
| Liepgarten                | VG              | Heimatstube                                                                             | Heimatmuseum | 1994                          | |                                 |
| Loddin                    | VG              | Heimatstube Kölpinsee                                                                   | Heimatmuseum |                               | |                                 |
| Lohmen                    | LRO             | Dorfmuseum                                                                              | Heimatmuseum mit sechs Standorten |                               | |                                 |
| Lubmin                    | VG              | Heimatstube                                                                             | Heimatmuseum |                               | |                                 |
| Ludwigslust               | LUP             | Schloss Ludwigslust                                                                     | Kunst- und Kulturmuseum | 1986                          | Außenstellen des Staatlichen Museums Schwerin |                                 |
| Lübtheen                  | LUP             | Heimatmuseum                                                                            | Heimatmuseum | 1959                          | |                                 |
| Lüblow                    | LUP             | Heimatstube                                                                             | Heimatmuseum |                               | |                                 |
| Lübz                      | LUP             | Stadtmuseum Amtsturm                                                                    | Stadtmuseum | 1976                          | |                                 |
| Lüttenhagen               | MSE             | Waldmuseum Lütt Holthus                                                                 | Naturkundemuseum: Wald | 1999                          | |                                 |
| Malchin                   | MSE             | Museum in der Mühle                                                                     | Heimatmuseum | 1999                          | Verein |                                 |
| Malchow                   | MSE             | Mecklenburgisches Orgelmuseum im Kloster Malchow                                        | Musikinstrumentenmuseum: Orgeln | 1998                          | |                                 |
| Malchow                   | MSE             | DDR-Alltagsmuseum im Film-Palast                                                        | Historisches Museum | 1999                          | |                                 |
| Malchow                   | MSE             | „Kiek in un wunner di – Museum für Kurioses und Raritäten“                              | Stadt- und Heimatmuseum | 1998                          | |                                 |
| Marlow                    | VR              | Heimatstube im Marlower Rathaus                                                         | Heimatmuseum | 1995                          | |                                 |
| Matzlow                   | LUP             | Heimatstube                                                                             | Heimatmuseum | 1997                          | |                                 |
| Meetzen                   | NWM             | Landesfeuerwehrmuseum Mecklenburg-Vorpommern                                            | Technikmuseum: Feuerwehrmuseum | 1995                          | Verein |                                 |
| Middelhagen               | VR              | Schulmuseum Middelhagen                                                                 | Schulmuseum; Standort der Mönchguter Museen | 1986                          | |                                 |
| Mönkebude                 | VG              | Fischerstube                                                                            | Heimatmuseum |                               | |                                 |
| Müggenwalde               | VR              | Landmuseum                                                                              | Heimatmuseum |                               | |                                 |
| Nehringen                 | VR              | Heimatstube                                                                             | Heimatmuseum |                               | |                                 |
| Neubrandenburg            | MSE             | Kunstsammlung Neubrandenburg                                                            | Kunstmuseum | 1982                          | Stadt Neubrandenburg |                                 |
| Neubrandenburg            | MSE             | Regionalmuseum Neubrandenburg                                                           | Historisches Museum, Stadtmuseum, Archäologisches Museum; drei Standorte (einschließlich Dauerausstellung Backsteingotik)                                                                                          | 1872                          | Stadt Neubrandenburg |                                 |
| Neubrandenburg            | MSE             | Brigitte-Reimann-Literaturhaus                                                          | Literaturmuseum; Leben und Werk der Schriftstellerin Brigitte Reimann |                               | Verein |                                 |
| Neubukow                  | LRO             | Heinrich-Schliemann-Gedenkstätte                                                        | Historisches Museum: Leben und Werk Heinrich Schliemanns |                               | Stadt Neubukow |                                 |
| Neuendorf (Hiddensee)     | VR              | Fischereimuseum Lütt Partie                                                             | Fischereimuseum | 2006                          | |                                 |
| Neuheide                  | VR              | Naturschatz-Kammer und Paradiesgarten                                                   | Naturkundemuseum |                               | privat |                                 |
| Neustadt-Glewe            | LUP             | Museum in der Alten Burg                                                                | Historisches Museum: Geschichte der Burg |                               | |                                 |
| Neustrelitz               | MSE             | Museum der Stadt Neustrelitz                                                            | Stadtmuseum, historisches Museum, Kunstmuseum (Werke Christian Daniel Rauchs) |                               | Stadt Neustrelitz |                                 |
| Neustrelitz               | MSE             | Slawendorf am Zierker See                                                               | Archäologisches Freilichtmuseum |                               | |                                 |
| Parchim                   | LUP             | Stadtmuseum                                                                             | Stadtmuseum |                               | Stadt Parchim |                                 |
| Parchim                   | LUP             | Zinnmuseum                                                                              | Kunsthandwerksmuseum: Zinnmuseum; im Zinnhaus |                               | |                                 |
| Pasewalk                  | VG              | Pasewalker Stadtmuseum / Künstlergedenkstätte Paul Holz                                 | Stadtmuseum, Kunstmuseum: Leben und Werk von Paul Holz | 1996                          | Stadt Pasewalk |                                 |
| Patzig                    | VR              | Mühlenmuseum                                                                            | Technisches Museum: Mühlenmuseum |                               | |                                 |
| Peenemünde                | VG              | Historisch-Technisches Museum Peenemünde                                                | Technikmuseum/Militärmuseum: Geschichte der Heeresversuchsanstalt Peenemünde | 1990                          | Gemeinde Peenemünde (Eigenbetrieb), Beteiligung des Landes geplant                                                                               |                                 |
| Penkun                    | VG              | Schloss-Grenz- und Zollmuseum                                                           | Historisches Museum im Schloss Penkun: Stadtgeschichte sowie zur Geschichte der deutsch-polnischen Grenze | 1997                          | |                                 |
| Penkun                    | VG              | Freilichtmuseum Penkun                                                                  | Historisches Museum, Freilichtmuseum |                               | |                                 |
| Penzlin                   | MSE             | Alte Burg Penzlin, Museum für Magie und Hexenverfolgung in Mecklenburg                  | Historisches Museum: Hexenverfolgung in Mecklenburg |                               | Stadt Penzlin |                                 |
| Plau am See               | LUP             | Burgmuseum                                                                              | Technik-, Kunst- und Heimatmuseum 2014 eingegliedert Bildhauermuseum Prof. Wandschneider | 1985 (Turm)                   | Verein |                                 |
| Plau am See OT Quetzin    | LUP             | Bienen-Museum und Bienenweidegarten                                                     | Naturkundemuseum: Bienenzucht | 1998                          | privat |                                 |
| Prerow                    | VR              | Darß-Museum                                                                             | Naturkundemuseum: Geologie, Flora und Fauna des Darß; Heimatmuseum |                               | |                                 |
| Prohn                     | VR              | Heimatstube                                                                             | Heimatmuseum | 1996                          | |                                 |
| Prora                     | VR              | Dokumentationszentrum                                                                   | Historisches Museum | 2000                          | Stiftung Neue Kultur |                                 |
| Prora                     | VR              | Oldtimer Museum Rügen                                                                   | Technikmuseum/Verkehrsmuseum | 1994                          | |                                 |
| Prora                     | VR              | KdF-Museum                                                                              | Historisches Museum |                               | |                                 |
| Prora                     | VR              | NVA-Museum                                                                              | Militärmuseum: Geschichte der NVA |                               | |                                 |
| Prora                     | VR              | Rügen-Museum                                                                            | Heimatmuseum |                               | |                                 |
| Putbus                    | VR              | Museum zu Putbus                                                                        | Heimatmuseum |                               | |                                 |
| Putbus                    | VR              | Orangerie Putbus                                                                        | Kunstmuseum: Werke von Wolf Hildebrandt, Heinz Nied. | 1996                          | |                                 |
| Putbus                    | VR              | Uhren- und Musikgerätemuseum                                                            | Technisches Museum, Kunstgewerbemuseum: Uhren und Musikgeräte |                               | Privat |                                 |
| Putbus                    | VR              | Rügener Puppen- und Spielzeugmuseum                                                     | Spielzeugmuseum |                               | |                                 |
| Putgarten                 | VR              | Historische Druckwerkstatt                                                              | Historisches Museum, Technikmuseum |                               | |                                 |
| Putgarten                 | VR              | Museum im Leuchtturm Kap Arkona                                                         | Kunstmuseum, Technisches Museum: Leben und Werk Karl Friedrich Schinkels, Leuchtfeuer und Seezeichen sowie Seenotrettung                                                                                           | 1996                          | |                                 |
| Pütnitz                   | VR              | Technik-Museum Pütnitz                                                                  | Technikmuseum | 2004                          | Verein |                                 |
| Raben Steinfeld           | LUP             | Geologisches Museum Raben Steinfeld                                                     | Naturkundemuseum | 2004                          | Privat |                                 |
| Rankwitz                  | VG              | Heimatstube                                                                             | Heimatmuseum |                               | |                                 |
| Rechlin                   | MSE             | Luftfahrttechnisches Museum Rechlin in Rechlin-Nord                                     | Luftfahrtmuseum, Geschichte der Erprobungsstelle Rechlin | 1998                          | Verein |                                 |
| Reinkenhagen              | VR              | Erdölmuseum Reinkenhagen und Heimatstube                                                | Technikmuseum und Heimatmuseum |                               | |                                 |
| Rerik                     | LRO             | Heimatmuseum Ostseebad Rerik                                                            | Heimatmuseum | 1953                          | |                                 |
| Retschow                  | LRO             | Museumshof                                                                              | Heimatmuseum, Freilichtmuseum | 1983                          | privat |                                 |
| Ribnitz-Damgarten         | VR              | Deutsches Bernsteinmuseum im Klarissenkloster Ribnitz                                   | Naturkundemuseum, Kunstgewerbemuseum: Bernstein | 1954                          | Verein |                                 |
| Ribnitz-Damgarten         | VR              | Freilichtmuseum Klockenhagen                                                            | Heimatmuseum, Freilichtmuseum | 1970                          | Verein |                                 |
| Rieth                     | VG              | Heimatstube                                                                             | Heimatmuseum | 1993                          | |                                 |
| Röbel                     | MSE             | Bahnhofsmuseum                                                                          | Technisches Museum, Verkehrsmuseum |                               | |                                 |
| Röbel                     | MSE             | Heimatstuben                                                                            | Heimatmuseum |                               | |                                 |
| Röbel                     | MSE             | Synagoge                                                                                | Historisches Museum: Geschichte der Juden in Mecklenburg |                               | |                                 |
| Röckwitz                  | MSE             | Heimatstube                                                                             | Heimatmuseum |                               | |                                 |
| Rossow                    | VG              | Historische Schulstube                                                                  | Schulmuseum |                               | |                                 |
| Rostock                   | HRO             | Archäologisches Landesmuseum Mecklenburg-Vorpommern                                     | Archäologie und Kulturgeschichte des Landes Mecklenburg-Vorpommern; geht auf die in Jahrhunderten gewachsenen fürstlichen Sammlungen zurück                                                                        | (in Planung), nicht vor 2025  | Landesamt für Kultur und Denkmalpflege |                                 |
| Rostock                   | HRO             | Kulturhistorisches Museum der Stadt Rostock im Kloster zum Heiligen Kreuz               | Stadtmuseum, Kulturhistorisches Museum | 1903 (1980 jetziger Standort) | Stadt Rostock |                                 |
| Rostock                   | HRO             | Kunsthalle Rostock                                                                      | Kunstmuseum |                               | Stadt mit privater Betreibung |                                 |
| Rostock                   | HRO             | Geschichtswerkstatt Rostock im Kröpeliner Tor                                           | Historisches Museum | 1995                          | Verein |                                 |
| Rostock                   | HRO             | Kempowski-Archiv                                                                        | Literaturmuseum: Leben und Werk Walter Kempowskis |                               | |                                 |
| Rostock                   | HRO             | Dokumentations- und Gedenkstätte des BStU in der ehemaligen U-Haft der Stasi in Rostock | Historisches Museum | 1999                          | |                                 |
| Rostock                   | HRO             | Forst- und Köhlerhof Wiethagen                                                          | Heimatmuseum, Freilichtmuseum in der Rostocker Heide |                               | |                                 |
| Rostock                   | HRO             | Schiffbau- und Schifffahrtsmuseum auf dem Traditionsschiff Typ Frieden                  | Technikmuseum, Verkehrsmuseum: Traditionsschiff | 1970                          | GmbH |                                 |
| Rostock                   | HRO             | Zoologische Sammlung Rostock                                                            | Naturkundemuseum | 1775                          | Universität Rostock |                                 |
| Rothenklempenow           | VG              | Heimatstube                                                                             | Heimatmuseum | 1976                          | |                                 |
| Rüterberg                 | LUP             | Heimatstube                                                                             | Heimatmuseum: Innerdeutsche Grenze um das eingeschlossene Dorf Rüterberg | 1999                          | Verein |                                 |
| Samtens                   | VR              | Technik-Modell Museum                                                                   | Technisches Museum: Modellbau |                               | |                                 |
| Sanitz                    | LRO             | Heimatstube                                                                             | Heimatmuseum | 1998                          | |                                 |
| Sassen-Trantow            | LRO             | Agrarmuseum Sassen                                                                      | Landwirtschaftsmuseum |                               | |                                 |
| Sassnitz                  | VR              | Nationalpark-Zentrum Königsstuhl                                                        | Naturkundemuseum |                               | |                                 |
| Sassnitz                  | VR              | Kreidemuseum Gummanz                                                                    | Naturkundemuseum: Kreide, Geologie, Abbau und Verarbeitung |                               | |                                 |
| Sassnitz                  | VR              | Fischerei- und Hafenmuseum                                                              | Fischereimuseum, Museumshafen | 1996                          | Verein |                                 |
| Sassnitz                  | VR              | Erlebniswelt U-Boot                                                                     | Schiffsmuseum: U-Boot HMS Otus |                               | |                                 |
| Schlagsdorf               | NWM             | Grenzhus                                                                                | Historisches Museum: Innerdeutsche Grenze |                               | |                                 |
| Schönberg                 | NWM             | Volkskundemuseum                                                                        | Heimatmuseum und Freilichtanlage | 1903                          | |                                 |
| Schwaan                   | LRO             | Kunstmuseum Schwaan                                                                     | Kunstmuseum; Werke der Künstlerkolonie Schwaan | 2002                          | |                                 |
| Schwerin                  | SN              | Dat oll' Hus                                                                            | Heimatmuseum, Familienmuseum | 1995                          | privat |                                 |
| Schwerin                  | SN              | Flippermuseum Schwerin                                                                  | Technisches Museum, Historisches Museum, Erlebnismuseum | 2008                          | Verein |                                 |
| Schwerin                  | SN              | Freilichtmuseum Schwerin-Mueß                                                           | Volkskundemuseum, Freilichtmuseum | 1970                          | Stadt Schwerin |                                 |
| Schwerin                  | SN              | Internationales Feuerwehrmuseum                                                         | Technisches Museum: Feuerwehrmuseum | 2009                          | Verein |                                 |
| Schwerin                  | SN              | Mecklenburgisches Eisenbahn- und Technikmuseum                                          | Technisches Museum, Eisenbahnmuseum | 2006                          | Verein |                                 |
| Schwerin                  | SN              | Schlossmuseum                                                                           | Kunstmuseum | 1974                          | verwaltet durch Staatliches Museum |                                 |
| Schwerin                  | SN              | Museum auf dem Sachsenberg                                                              | Historisches Museum: Geschichte der Psychiatrie |                               | |                                 |
| Schwerin                  | SN              | Schleifmühle Schwerin                                                                   | Technikmuseum, technisches Kulturdenkmal | 1985                          | Verein |                                 |
| Schwerin                  | SN              | Staatliches Museum Schwerin                                                             | Kunstmuseum | 1882                          | Land Mecklenburg-Vorpommern |                                 |
| Schwichtenberg            | MSE             | Von Huus un Acker                                                                       | Heimatmuseum |                               | |                                 |
| Sparow                    | MSE             | Teerschwelergehöft                                                                      | Technisches Museum: Köhlerei und Teerschwelerei | 1996                          | Verein |                                 |
| Stavenhagen               | MSE             | Fritz-Reuter-Literaturmuseum                                                            | Literaturmuseum: Leben und Werk Fritz Reuters |                               | Stadt Stavenhagen |                                 |
| Steffenshagen             | LRO             | Denkmalhof                                                                              | Heimatmuseum, Freilichtmuseum: Museumshof | 1995                          | |                                 |
| Sternberg                 | LUP             | Heimatmuseum                                                                            | Heimatmuseum |                               | |                                 |
| Stove                     | NWM             | Dorfmuseum Stove                                                                        | Heimatmuseum, technisches Museum, Mühlenmuseum, technisches Denkmal | 1976                          | |                                 |
| Stralsund                 | VR              | Gorch Fock I                                                                            | Museumsschiff im Wiederaufbau | 2003                          | Verein „Tall-Ship Friends“ |                                 |
| Stralsund                 | VR              | Deutsches Meeresmuseum                                                                  | Naturkundemuseum | 1951                          | Stiftung |                                 |
| Stralsund                 | VR              | Ozeaneum                                                                                | Naturkundemuseum | 2008                          | Außenstelle des Deutschen Meeresmuseums |                                 |
| Stralsund                 | VR              | Nautineum Dänholm                                                                       | Technikmuseum | 1999                          | Außenstelle des Deutschen Meeresmuseums |                                 |
| Stralsund                 | VR              | Kulturhistorisches Museum Stralsund                                                     | Stadtmuseum | 1859                          | Stadt Stralsund |                                 |
| Stralsund                 | VR              | Marinemuseum Dänholm                                                                    | Militärmuseum |                               | Außenstelle des kulturhistorischen Museums |                                 |
| Strasburg                 | VG              | Heimatmuseum                                                                            | Heimatmuseum |                               | | Stadt Strasburg                 |
| Stremlow                  | VR              | Heimatstube                                                                             | Heimatmuseum Tribsees |                               | |                                 |
| Techentin                 | LUP             | Heimatstube                                                                             | Heimatmuseum |                               | |                                 |
| Tellow                    | LRO             | Thünen-Museum                                                                           | Landwirtschaftsmuseum: Leben und Werk des Landwirtschaftsreformers Johann Heinrichs von Thünen | 1972                          | gGmbH |                                 |
| Tessin                    | LRO             | Heimatmuseum Mühlenhaus Tessin                                                          | Heimatmuseum |                               | |                                 |
| Teterow                   | LRO             | Stadtmuseum im Malchiner Tor                                                            | Stadtmuseum |                               | Stadt Teterow |                                 |
| Teterow                   | LRO             | Bergring-Museum                                                                         | Motorsportmuseum | 1999                          | |                                 |
| Thiessow                  | VR              | Lotsenturm Thiessow mit Lotsenwache                                                     | Nautisches Museum; Heimatmuseum; Standort der Mönchguter Museen |                               | |                                 |
| Torgelow                  | VG              | Ukranenland                                                                             | Archäologisches Freilichtmuseum | 1995                          | Verein |                                 |
| Tribsees                  | VR              | Heimatmuseum Tribsees „Königliche Präparanden=Anstalt“                                  | Regional- und Stadtgeschichte, u. a. Pomeranica – Landkarten des 16. bis 19. Jahrhunderts | 1976                          | Stadt Tribsees |                                 |
| Tribsees                  | VR              | Vorpommersches Kartoffelmuseum                                                          | Naturkundemuseum, Kulturmuseum: Anbau und die Zucht von Kartoffeln |                               | Strukturförderverein Stremlow |                                 |
| Ueckermünde               | VG              | Haffmuseum im Schloss Ueckermünde                                                       | Heimatmuseum | 1950                          | Stadt Ueckermünde |                                 |
| Ückeritz                  | VG              | Waldkabinett Forstamt Neu Pudagla                                                       | Naturkundemuseum: Wald |                               | |                                 |
| Usedom                    | VG              | Heimatstube                                                                             | Heimatmuseum; im Anklamer Tor |                               | Stadt Usedom |                                 |
| Userin                    | MSE             | Vylym-Hütte                                                                             | Naturkundemuseum | 1982                          | |                                 |
| Waren (Müritz)            | MSE             | Müritzeum                                                                               | Naturkundemuseum: Informations- und Naturerlebniszentrum für den Müritz-Nationalpark und die Mecklenburgische Seenplatte; als „Naturhistorisches Museum für Mecklenburg“ gegründet, in der heutigen Form seit 2007 | 1866                          | GmbH |                                 |
| Waren (Müritz)            | MSE             | Stadtgeschichtliches Museum                                                             | Stadtmuseum; 1930 als Heimatmuseum gegründet, von 1957 bis 1991 war es Teil des Müritz-Museums, entstand 1992 neu, seit 1998 im historischen Rathaus der Stadt am Neuen Markt                                      | 1992                          | Stadt Waren |                                 |
| Waren (Müritz)            | MSE             | Militärhistorisches Marinemuseum                                                        | Marinemuseum |                               | Verein |                                 |
| Warnemünde                | HRO             | Heimatmuseum Warnemünde                                                                 | Heimatmuseum | 1933                          | Verein |                                 |
| Wesenberg                 | MSE             | Heimatstube                                                                             | Heimatmuseum |                               | |                                 |
| Wesenberg                 | MSE             | Museum für Blechspielzeug und mechanische Musikinstrumente                              | Spielzeugmuseum, Musikinstrumentemuseum |                               | |                                 |
| Wismar                    | NWM             | Lokschuppen Wismar                                                                      | Eisenbahnmuseum | 2000                          | Verein |                                 |
| Wismar                    | NWM             | PhanTECHNIKUM                                                                           | Technik-Erlebnis-Museum | 2012                          | Technisches Landesmuseum Betriebs GmbH |                                 |
| Wismar                    | NWM             | Stadtgeschichtliches Museum der Hansestadt Wismar im Schabbellhaus                      | Stadtmuseum |                               | Stadt Wismar |                                 |
| Wismar                    | NWM             | Technisches Landesmuseum                                                                | Technikmuseum | 2003                          | Technisches Landesmuseum Mecklenburg-Vorpommern e. V.                                                                                            |                                 |
| Wittenburg                | LUP             | flour art museum                                                                        | Kulturgeschichtliches Museum: Mehlsäcke | 2008                          | |                                 |
| Wittenburg                | LUP             | Agrar- und Forstmuseum                                                                  | Landwirtschaftsmuseum, Forstmuseum |                               | |                                 |
| Woldegk                   | MSE             | Museumsmühle                                                                            | Mühlenmuseum | 1969                          | Stadt Woldeck |                                 |
| Wolgast                   | VG              | Stadtgeschichtliches Museum                                                             | Stadtmuseum | 1955                          | Stadt Wolgast |                                 |
| Wolgast                   | VG              | Rungehaus                                                                               | Kunstmuseum: Leben und Werk Philipp Otto Runges | 1997                          | Außenstelle des Stadtgeschichtlichen Museums |                                 |
| Wolgast                   | VG              | Fährschiff Stralsund                                                                    | Technisches Museum, Museumsschiff | 1997                          | Außenstelle des Stadtgeschichtlichen Museums |                                 |
| Zarrentin am Schaalsee    | LUP             | Heimatmuseum                                                                            | Heimatmuseum |                               | |                                 |
| Zempin                    | VG              | Uns olle Schaul                                                                         | Heimatmuseum | 2000                          | Heimatverein Zempin e. V. |                                 |
| Zierow                    | NWM             | Dorfmuseum                                                                              | Heimatmuseum |                               | |                                 |
| Zingst                    | VR              | Heimatmuseum Haus Morgensonne                                                           | Heimatmuseum | 1991                          | Verein |                                 |
| Zirkow                    | VR              | Rügener Puppen- und Spielzeugmuseum                                                     | Puppenmuseum, Spielzeugmuseum |                               | |                                 |
| Zirkow                    | VR              | Museumshof Zirkow                                                                       | Heimatmuseum |                               | |                                 |

### Ehemalige Museen
Heute geschlossene bzw. nicht mehr vorhandene Museen Mecklenburg-Vorpommerns:
| Ort         | Kreis (Legende) | Name                                | Museumstyp; Sammlungsschwerpunkt                                                | Eröffnet-Geschlossen | Hinweise | Bild |
| ----------- | --------------- | ----------------------------------- | ------------------------------------------------------------------------------- | -------------------- | --- | ---- |
| Demmin      | MSE             | Kreisheimatmuseum Demmin            | Stadtmuseum/Heimatmuseum                                                        | 1932–2015            | Landkreis Mecklenburgische Seenplatte |      |
| Gevezin     | MSE             | Indianermuseum                      | Völkerkundemuseum; Indianer Nordamerikas                                        | ?–2012               | privat |      |
| Göhren      | VR              | Luise                               | Technisches Museum, Museumsschiff                                               | 1982–2014            | Der Deutsche Kulturrat weist in der 15. Ausgabe seiner Roten Liste darauf hin, dass diese Kultureinrichtung wie auch weitere Einrichtungen der Mönchguter Museen geschlossen wurden (damit eingestuft in die Kategorie 0).                                    |      |
| Plau am See | LUP             | Bildhauermuseum Prof. Wandschneider | Kunstmuseum: Leben und Werk des Bildhauers Wilhelm Wandschneider                | 1994–2014            | Das bislang kleinste selbstständige Museum in M-V hat seine Selbstständigkeit aufgegeben. Die etwas erweiterte und aktualisierte Ausstellung ist seit Mai 2014 in das Burgmuseum Plau am See eingegliedert. Der Trägerverein hat sich im März 2015 aufgelöst. |      |
| Sassnitz    | VR              | Museum für Unterwasserarchäologie   | Archäologisches Museum: Unterwasserarchäologie                                  |                      | |      |
| Schwerin    | SN              | Petermännchen-Museum                | kulturhistorisches Museum: Geschichte der Petermännchen-Sage und der Sagenfigur | 2006–2011            | Verein Petermännchen-Kulturfördergesellschaft |      |
| Schwerin    | SN              | Technisches Landesmuseum            | Technikmuseum                                                                   | 1961–2011            | seit Dezember 2012 ist das Phantechnikum in Wismar der Ausstellungsort |      |

### Legende
Die in der Liste verwendeten Abkürzungen für die Landkreise und kreisfreien Städte entsprechen:
- Landkreis Ludwigslust-Parchim (LUP)
- Landkreis Mecklenburgische Seenplatte (MSE)
- Landkreis Nordwestmecklenburg (NWM)
- Landkreis Rostock (LRO)
- Landkreis Vorpommern-Greifswald (VG)
- Landkreis Vorpommern-Rügen (VR)
- Rostock (HRO)
- Schwerin (SN)